# Tournoi d'ouverture du championnat du Chili de football 2011
Navigation
Saison précédente Tournoi suivant
Le tournoi d'ouverture de la saison 2011 du Championnat du Chili de football est le premier tournoi de la 79e édition du championnat de première division au Chili. 
La saison sportive est scindée en deux tournois saisonniers, Ouverture et Clôture, qui décerne chacun un titre de champion. Le fonctionnement de chaque tournoi est le même; une première phase voit les équipes regroupées au sein d'une poule unique où elles affrontent les autres équipes une seule fois, les huit premières équipes se qualifient pour la seconde phase, jouée en matchs à élimination directe. Le vainqueur du tournoi d'Ouverture se qualifie pour la Copa Libertadores 2012 et est protégé de la relégation en fin de saison, tout comme le finaliste.
La relégation est décidée à l'issue du tournoi de Clôture. Un classement cumulé des deux tournois est effectué et les deux derniers de ce classement sont relégués et remplacés par les deux meilleures équipes de Segunda Division, la deuxième division chilienne.
C'est le CF Universidad de Chile qui remporte le tournoi après avoir battu en finale le tenant du titre, le CD Universidad Católica. C'est le quatorzième titre de champion du Chili de l'histoire du club.

## Les clubs participants
| - Colo Colo - CD Universidad Católica - CF Universidad de Chile - Municipal Iquique - Promu de Segunda División - Deportivo Ñublense - Club de Deportes Cobreloa - Club Deportivo Huachipato - Union La Calera - Promu de Segunda División - Club Deportivo O'Higgins | - Club de Deportes Cobresal - Unión Española - Audax Italiano - Club Deportivo Palestino - Union San Felipe - Deportes La Serena - Santiago Wanderers - CD Universidad de Concepción - CD Santiago Morning |

## Compétition
Le barème utilisé pour établir le classement est le suivant :
- Victoire : 3 points
- Match nul : 1 point
- Défaite : 0 point

### Première phase

#### Classement
Seuls les huit premiers se qualifient pour la seconde phase.
| Rang | Équipe                       | Pts | J  | G  | N | P  | Bp | Bc | Diff |
| ---- | ---------------------------- | --- | -- | -- | - | -- | -- | -- | ---- |
| 1    | CD Universidad Católica      | 38  | 17 | 11 | 5 | 1  | 34 | 18 | +16  |
| 2    | CF Universidad de Chile      | 35  | 17 | 10 | 5 | 2  | 39 | 20 | +19  |
| 3    | Unión Española               | 32  | 17 | 9  | 5 | 3  | 33 | 18 | +15  |
| 4    | Club Deportivo Palestino     | 30  | 17 | 9  | 3 | 5  | 26 | 20 | +6   |
| 5    | Club Deportivo O'Higgins     | 27  | 17 | 8  | 3 | 6  | 29 | 26 | +3   |
| 6    | Unión La Calera              | 25  | 17 | 7  | 4 | 6  | 18 | 18 | 0    |
| 7    | Unión San Felipe             | 24  | 17 | 7  | 3 | 7  | 24 | 21 | +3   |
| 8    | Colo Colo                    | 24  | 17 | 7  | 3 | 7  | 28 | 26 | +2   |
| 9    | Club Deportivo Huachipato    | 22  | 17 | 6  | 4 | 7  | 24 | 27 | -3   |
| 10   | Deportes La Serena           | 21  | 17 | 5  | 6 | 6  | 28 | 28 | 0    |
| 11   | Audax Italiano               | 21  | 17 | 6  | 3 | 8  | 24 | 28 | -4   |
| 12   | Municipal Iquique            | 21  | 17 | 5  | 6 | 6  | 18 | 22 | -4   |
| 13   | CD Universidad de Concepción | 20  | 17 | 6  | 2 | 9  | 24 | 26 | -2   |
| 14   | Santiago Wanderers           | 19  | 17 | 5  | 4 | 8  | 23 | 31 | -8   |
| 15   | Club de Deportes Cobreloa    | 18  | 17 | 4  | 6 | 7  | 16 | 22 | -6   |
| 16   | CD Santiago Morning          | 16  | 17 | 3  | 7 | 7  | 22 | 30 | -8   |
| 17   | Club de Deportes Cobresal    | 16  | 17 | 5  | 1 | 11 | 26 | 41 | -15  |
| 18   | Deportivo Ñublense           | 14  | 17 | 4  | 2 | 11 | 17 | 31 | -14  |

|  | Qualification pour la seconde phase et pour la Copa Sudamericana 2011 |
|  | Qualification pour la seconde phase                                   |
|  | T : Tenant du titre P : Promu de Segunda Division                     |

#### Matchs
| Résultats (▼dom., ►ext.)     | AUD | CLA | CSL | COL | IQU | SER | HUA | „UB | O'HI | PAL | SAM | SAW | UNI | ULC | USF | UCA | UCH | UCO |
| Audax Italiano               |     | 1-0 | 3-2 | 2-1 |     |     |     |     | 1-3  | 1-3 |     | 4-0 | 1-2 |     | 2-1 |     |     |     |
| Club de Deportes Cobreloa    |     |     | 1-0 |     | 0-0 | 3-3 |     |     | 2-3  | 1-0 |     |     |     | 0-1 | 1-1 |     | 1-4 |     |
| Club de Deportes Cobresal    |     |     |     |     |     |     | 3-2 | 1-2 |      | 2-1 | 1-4 |     |     | 3-1 | 2-2 |     | 2-5 | 4-3 |
| Colo Colo                    |     | 1-1 | 0-3 |     | 1-1 | 4-1 | 1-2 |     | 5-1  |     |     |     |     | 2-0 |     | 1-1 |     | 1-5 |
| Municipal Iquique            | 2-0 |     | 1-1 |     |     |     |     | 2-1 |      |     |     | 4-1 |     | 1-0 | 1-1 | 0-2 | 2-2 | 1-3 |
| Deportes La Serena           | 2-3 |     | 2-1 |     | 0-0 |     |     |     | 1-2  | 2-3 | 0-0 | 3-1 |     |     |     | 2-2 | 1-1 |     |
| Club Deportivo Huachipato    | 1-1 | 1-1 |     |     | 3-1 | 0-4 |     | 3-1 | 2-1  |     |     | 3-1 |     |     |     |     | 1-3 | 1-0 |
| Deportivo Ñublense           | 0-0 | 2-1 |     | 2-3 |     | 2-3 |     |     | 2-3  |     | 1-1 | 2-0 | 0-5 |     | 1-0 |     |     |     |
| Club Deportivo O'Higgins     |     |     | 3-3 |     | 0-1 |     |     |     |      | 1-2 |     | 1-1 | 0-0 | 2-0 |     | 2-3 | 1-1 |     |
| Club Deportivo Palestino     |     |     |     | 0-3 | 1-0 |     | 1-0 | 1-0 |      |     |     |     | 1-2 | 1-1 |     | 1-2 |     | 3-2 |
| CD Santiago Morning          | 2-2 | 1-1 |     | 0-1 | 3-1 |     | 1-1 |     | 2-4  | 0-4 |     |     | 1-1 | 1-1 |     |     |     |     |
| Santiago Wanderers           |     | 2-0 | 3-0 | 2-1 |     |     |     |     |      | 1-1 | 4-1 |     |     | 1-1 | 1-2 |     |     | 2-1 |
| Unión Española               |     | 0-2 | 3-0 | 1-2 | 3-0 | 4-3 | 4-2 |     |      |     |     | 2-1 |     | 3-1 |     |     |     | 1-1 |
| Unión La Calera              | 3-1 |     |     |     |     | 2-0 | 0-0 | 2-0 |      |     |     |     |     |     | 1-0 | 2-1 | 0-2 | 2-0 |
| Unión San Felipe             |     |     |     | 2-0 |     | 0-1 | 2-1 |     | 3-1  | 2-3 | 3-1 |     | 1-1 |     |     | 1-2 |     | 1-3 |
| CD Universidad Católica      | 3-1 | 2-0 | 5-2 |     |     |     | 2-1 | 2-0 |      |     | 2-1 | 1-1 | 0-0 |     |     |     | 2-2 |     |
| CF Universidad de Chile      | 2-1 |     |     | 2-1 |     |     |     | 3-1 |      | 0-0 | 1-2 | 4-1 | 2-1 |     | 0-2 |     |     |     |
| CD Universidad de Concepción | 1-0 | 0-1 |     |     |     | 0-0 |     | 1-0 | 0-1  |     | 2-1 |     |     |     |     | 1-2 | 1-5 |     |

### Seconde phase
Quarts de finale :
| Équipe 1                 | Résultat | Équipe 2                 | Aller | Retour |
| ------------------------ | -------- | ------------------------ | ----- | ------ |
| Unión La Calera          | 1 - 0    | Unión Española           | 1 - 1 | 0 - 0  |
| Club Deportivo O'Higgins | 4 - 1    | Club Deportivo Palestino | 1 - 1 | 3 - 0  |
| Colo Colo                | 0 - 2    | CD Universidad Católica  | 0 - 2 | 0 - 0  |
| Unión San Felipe         | 2 - 3    | CF Universidad de Chile  | 1 - 2 | 1 - 1  |

Demi-finales :
| Équipe 1                 | Résultat | Équipe 2                | Aller | Retour |
| ------------------------ | -------- | ----------------------- | ----- | ------ |
| Unión La Calera          | 2 - 2e   | CD Universidad Católica | 2 - 1 | 0 - 1  |
| Club Deportivo O'Higgins | 1 - 8    | CF Universidad de Chile | 0 - 1 | 1 - 7  |

Finale :
| 9 juin 2011 | CF Universidad de Chile | 0 - 2 | CD Universidad Católica   | Estadio Nacional, Santiago du Chili           |                                               |
| 20:00       |                         |       | Costa 58e · Mirosevic 90e | Spectateurs : 30 248 Arbitrage : Claudio Puga | Spectateurs : 30 248 Arbitrage : Claudio Puga |

| 12 juin 2011 | CD Universidad Católica | 1 - 4 | CF Universidad de Chile                                  | Estadio Nacional, Santiago du Chili            |                                                |
| 17:00        | Pratto 23e              |       | Canales 16e (pen.), 51e (pen.), 55e · Eluchans 25e (csc) | Spectateurs : 39 685 Arbitrage : Enrique Osses | Spectateurs : 39 685 Arbitrage : Enrique Osses |

#### Barrage pré-Sudamericana
Le vainqueur du tournoi Ouverture, le CF Universidad de Chile et le finaliste de la Copa Chile, le Club Deportes Concepción, s'affrontent en barrage pour le dernier billet pour la Copa Sudamericana 2011, en matchs aller et retour.
| Équipe 1                 | Résultat | Équipe 2                | Aller | Retour |
| ------------------------ | -------- | ----------------------- | ----- | ------ |
| Club Deportes Concepción | 2 - 4    | CF Universidad de Chile | 2 - 2 | 0 - 2  |

## Bilan du tournoi
| Championnat du Chili de football 2011 |                                             |
| Champion                              | CF Universidad de Chile (14e titre)         |
| Qualifications continentales          |                                             |
| Copa Libertadores 2012                | CF Universidad de Chile                     |
| Copa Sudamericana 2011                | Municipal Iquique                           |
| Copa Sudamericana 2011                | CD Universidad Católica                     |
| Copa Sudamericana 2011                | CF Universidad de Chile (tour préliminaire) |
| Promotions et relégations             |                                             |
| Promus en Primera División            | Aucun                                       |
| Relégués en Segunda División          | Aucun                                       |